# Pilotrichella nudiramulosa
Pilotrichella nudiramulosa är en bladmossart som beskrevs av C. Müller 1901. Pilotrichella nudiramulosa ingår i släktet Pilotrichella och familjen Meteoriaceae. Inga underarter finns listade i Catalogue of Life.